# David Bailie
David Bailie (Springs, 4 de diciembre de 1937-5 de marzo de 2021) fue un actor británico nacido en Sudáfrica, conocido por sus interpretaciones en teatro, televisión y cine. En los años 60 y 70 trabajó para el National Theatre y la Royal Shakespeare Company, donde era un artista asociado. En televisión interpretó a "Dask" en la serie Doctor Who en el episodio de 1977 The Robots of Death, y también apareció en Blake's 7. En el cine interpretó al pirata mudo Cotton en la trilogía de Piratas del Caribe. Bailie era también un fotógrafo profesional, especializado en retratos. Tenía un estudio en West Kensington, Londres.

## Biografía
Bailie nació en Sudáfrica, y fue al internado en Suazilandia, antes de emigrar a Rodesia (ahora Zimbabue) con su familia en 1952. Su primera experiencia en el mundo de la actuación, en 1955, fue la producción amateur Doctor in the House que lo persuadió para convertirse en actor. Después de dejar la escuela trabajó en un banco y después para las "Central African Airlines". En 1958 hizo su primer viaje desde Rodesia a Inglaterra.
En 1960 se mudó a Inglaterra y llevó a cabo su primer papel pequeño en la película Flame in the Streets (1960) y luego interpretó a uno de los bell boys en la obra Oh Dad, Poor Dad, Mama's Hung You in the Closet and I'm Feelin' So Sad (1961) de Arthur Kopit con Stella Adler interpretando a Madame Rosepettle.
Reconociendo su necesidad de práctica acudió a tres audiciones para una beca en la Royal Academy of Dramatic Art, siendo solo aceptado previo pago de una tasa estudiantil que no se podía permitir. Finalmente, y acudiendo a su dinero ahorrado en Rodesia (200 libras), pagó su primer plazo. Al final de plazo establecido acudió a John Fernald, que le permitió estudiar gratis durante los siguientes 2 años.
Terry Hands era también un estudiante al mismo tiempo que Bailie, pero dejó la escuela poco antes que este, formando el Everyman Theatre con Peter James en Liverpool. Una vez dejada la RADA Bailie fue invitado a unirse al Everyman en 1964. Entre otros papeles interpretó a "Tolen" en The Knack..., "Becket" en Murder in the Cathedral, "Dion" en The Great God Brown, "MacDuff" en Macbeth y a "Lucky" en Waiting for Godot.
Después de un año allí volvió a Londres e hizo una audición, siendo aceptado por Sir Laurence Olivier y uniéndose al National Theatre. Interpretó papeles menore e incluso fue suplente de Olivier en Love for Love.
Terry Hands, que se había unido por aquel entonces a la Royal Shakespeare Company (RSC) (convirtiéndose más tarde en su director artístico), invitó a Bailie a unirse a ellos como artista asociado (1965). Allí interpretó a "Florizel" junto a la "Perdita" de Judi Dench en The Winter's Tale junto con "Valentine" en The Two Gentlemen of Verona, "The Bastard" en King John, "Kozanka" en The Plebeians Rehearse the Uprising y "Leslie" en The Madness of Lady Bright.
Durante los primeros años de la década de los 70 trabajó con Stomu Yamashta en su Red Buddha Theatre. Fue elegido como protagonista en un show llamado "Raindog", requiriéndole hacer de todo, desde cantar y bailar hasta practicar artes marciales y gimnasia artística. El mismo admitió esto como una exigencia muy grande y, cuando Yamashta le ofreció una paga ínfima por su actuación, decidió dejarlo y marcharse.
Fue elegido por Michael E. Briant para tomar parte como el villano "Dask" en el capítulo The Robots of Death de la popular serie Doctor Who. También participó en algunas otras series relevantes de la época.
Debido a motivos personales Bailie abandonó durante un largo período su carrera artística. Entre los años 1980 y 1989 fundó un negoció de construcción de muebles. En 1990 cerró y volvió a actuar, teniendo, de hecho, que refundar su carrera. No ayudó el hecho de que en aquel entonces tuvo que ser operado para extirparle un cáncer de labio, lo que requirió que tuviera que volver a aprender a hablar. Mientras esperaba algún papel en el campo de la actuación se dedicó al diseño CAD, aprendió computación e incluso trabajó en la industria de la construcción.
A mediados de la década de los 90, después de actuar junto a Brian Glover en The Canterbury Tales regresó al cine como "Skewer" en la películaCutthroat Island (1995), y luego interpretó a un juez inglés en The Messenger: The Story of Joan of Arc (1999), y también a "The Engineer" en Gladiator (2000).
El trabajo más conocido de Bailie fue el papel de "Cotton", un pirata mudo cuya lengua fue cortada y que milagrosamente entrenó a su loro, también llamado Cotton, para que hablara por él. Bailie aparece por primera vez como Cotton en Pirates of the Caribbean: The Curse of the Black Pearl (2003) como uno de los piratas que Jack Sparrow elige en Tortuga. Es uno de los tripulante de la Perla Negra que sobrevive al Kraken en la secuela Dead Man's Chest (2006). Bailie actuó también en Piratas del Caribe: en el fin del mundo (2007).
Bailie también ha actuado en la radio. Interpretó al científico loco "Taren Capel", una reencarnación de su anterior papel en la serie de los años 60 Doctor Who. Recientemente ha participado en 2 DVD de Big Finish Productions interpretando al "Celestial Toymaker".
Bailie también trabajó como fotógrafo profesional, siendo los retratos y los paisajes su especialidad.
Falleció el 6 de marzo de 2021 a los ochenta y tres años.

## Filmografía
| Año  | Film                                                   | Papel                                         |
| ---- | ------------------------------------------------------ | --------------------------------------------- |
| 1961 | Flame in the Streets                                   | No acreditado                                 |
| 1972 | Henry VIII and His Six Wives                           | Norris                                        |
| 1973 | The Creeping Flesh                                     | Médico joven                                  |
| 1974 | Son of Dracula                                         | Brian                                         |
| 1975 | Legend of the Werewolf                                 | Boulon                                        |
| 1977 | Golden Rendezvous                                      | Terrorista más joven en coche (no acreditado) |
| 1995 | Cutthroat Island                                       | Dawg's Pirate                                 |
| 1999 | The Messenger: The Story of Joan of Arc                | Juez inglés                                   |
| 2000 | Gladiator                                              | Ingeniero                                     |
| 2003 | Pirates of the Caribbean: The Curse of the Black Pearl | Cotton                                        |
| 2005 | Starfly                                                | Comandante / Doctor                           |
| 2006 | Pirates of the Caribbean: Dead Man's Chest             | Cotton                                        |
| 2007 | Piratas del Caribe: en el fin del mundo                | Cotton                                        |
| 2007 | Eddie Proctor                                          | Eddie Proctor                                 |
| 2009 | Shadows in the Wind                                    | Mr. Behrman                                   |

## TV
| Año  | Serie de televisión                                                                        | Papel                                                                  |
| ---- | ------------------------------------------------------------------------------------------ | ---------------------------------------------------------------------- |
| 1975 | BBC Play of the Month: The Little Minister                                                 | Sargento Davidson                                                      |
| 1977 | Doctor Who: The Robots of Death                                                            | Dask                                                                   |
| 1978 | Blake's 7: Project Avalon                                                                  | Chevner                                                                |
| 1979 | The First Part of King Henry the Fourth, with the Life and Death of Henry Surnamed Hotspur | Second Carrier                                                         |
| 2001 | Fire, Plague, War and Treason (miniserie)                                                  | Self (serie documental que examina los años de plaga en Gran Bretaña). |
| 2001 | Attila                                                                                     | Shaman                                                                 |